# بروتين مياليني قاعدي
بروتينٌ مَيَالينِيٌّ قاعِدِيّ (MBP) هو بروتين يعتقد أنه مهم في عملية تكوّن الميالين في الأعصاب في الجهاز العصبي. غشاء المايلين هو غشاء متعدد الطبقات، فريد من نوعه للجهاز العصبي، يعمل كعامل لزيادة سرعة توصيل النبضات المحورية بشكل كبير. يحافظ MBP على البنية الصحيح للمايلين، ويتفاعل مع الدهون في غشاء المايلين.